# Zaginione królestwa
Zaginione królestwa (ang. Vanished Kingdoms: The History of Half-Forgotten Europe) – książka historyczna autorstwa Normana Daviesa z 2010 roku. W tym samym roku wydana również w Polsce.
Książka poświęcona jest historii kilku wybranych państw Europy, m.in. Aragonii, Galicji, Prus oraz Wielkiego Księstwa Litewskiego.
Polskie wydanie książki ukazało się 8 listopada 2010 roku nakładem wydawnictwa Znak; liczyło 888 lub 784 stron (978-83-240-1462-0). Autorami tłumaczenia są Bartłomiej Pietrzyk, Joanna Rumińska i Elżbieta Tabakowska.